# 경상북도의 무형문화재
경상북도 무형문화재는 지방무형문화재 중에서 경상북도 내에 있는 무형문화재를 의미한다.

## 지정목록
| 번호    | 사진 | 명칭                                | 소재지                                                      | 관리자 (단체)           | 지정일                                                                                | 참조 |
| 1호     |      | 안동포짜기 (安東布짜기)             | 경북 안동시 임하면 금소리 563                               | 박봉금(1933년생)        | 1975년 12월 30일 지정, 2016년 1월 25일 해제, 2016년 1월 17일 사망                     |      |
| 2호     |      | 안동저전동농요 (安東苧田洞農謠)     | 경북 안동시                                                 |                         | 1980년 12월 30일 지정                                                                 |      |
| 3호     |      | 영해별신굿 (寧海別神굿)             | 경북 영덕군 영해면 괴시리 409                               |                         | 1980년 12월 30일 지정, 2015년 2월 2일 명칭 변경                                       |      |
| 4호     |      | 청도 차산농악 (淸道 車山農樂)       | 경북 청도군 풍각면 차산리 232-3                             |                         | 1980년 12월 30일 지정                                                                 |      |
| 5호     |      | 예천통명농요 (醴泉通明農謠)         | 경북 경북전역                                               |                         | 1980년 12월 30일 지정, 1985년 12월 1일 해제, 해제사유-중요무형문화재 제84-나호로 승격 |      |
| 6호     |      | 예천궁장 (醴泉弓匠)                 | 경북 예천군 예천읍 남부초등길 17 (남본리 69-3)              |                         | 1980년 12월 30일 지정, 2015년 5월 27일 해제, 해제사유-중요무형문화재 승격             | ,    |
| 7호     |      | 안동놋다리밟기 (安東놋다리밟기)     | 경북 안동시 용상동 1109-4                                   |                         | 1984년 12월 29일 지정                                                                 |      |
| 8호     |      | 금릉빗내농악 (金陵빗내農樂)         | 경북 김천시 개령면 광천리 1044                              |                         | 1984년 12월 29일 지정, 2019년 9월 2일 해제, 국가무형문화재 제11-7호로 승격            |      |
| 9호     |      | 김천징장 (金泉鉦匠)                 | 경북 김천시 황금동 133-3                                    | 김일웅                  | 1986년 12월 11일 지정                                                                 |      |
| 10호    |      | 예천공처농요 (醴泉公處農謠)         | 경북 예천군 풍양면 공덕길 41 (공덕리 465)                   |                         | 1986년 12월 11일 지정                                                                 |      |
| 11호    |      | 김천과하주 (金泉過夏酒)             | 경북 김천시 대항면 향천리 791-1                             | 송강호                  | 1987년 5월 13일 지정                                                                  |      |
| 12호    |      | 안동소주 (安東燒酎)                 | 경북 안동시 신안동 276-6                                    |                         | 1987년 5월 13일 지정                                                                  |      |
| 13호    |      | 상주민요 (尙州民謠)                 | 경북 상주시 초산동 235                                      | 김황식                  | 1987년 5월 13일 지정                                                                  |      |
| 14호    |      | 영양상여장 (英陽喪輿匠)             | 경북 영양군 영양읍 서부리 307-1                             |                         | 1987년 5월 13일 지정, 2004년 2월 27일 해제, 해제사유 미상                             |      |
| 15호    |      | 영풍장도장 (榮豊粧刀匠)             | 경북 영주시 풍기읍 동부2리 547                              |                         | 1989년 9월 23일 지정                                                                  |      |
| 16호    |      | 무명짜기 (무명짜기)                 | 경북 성주군 용암면 상성로 272-1                             |                         | 1990년 8월 7일 지정                                                                   |      |
| 17호    |      | 모필장 (毛筆匠)                     | 경북 김천시 평화동 72-9 한일장미타운 가-109                 |                         | 1990년 8월 7일 지정, 2008년 7월 30일 해제 지정 해제 사유-보유자 사망                  |      |
| 18호    |      | 문경호산춘 (聞慶湖山春)             | 경북 문경시 산북면 대하리 460-5                             |                         | 1991년 3월 25일 지정                                                                  |      |
| 19호    |      | 가야금병창 (伽倻琴倂唱)             | 경북 경주시                                                 |                         | 1991년 11월 23일 지정                                                                 |      |
| 20호    |      | 안동송화주 (安東松花酒)             | 경북 안동시 태화동 삼성아파트 301-1205                      |                         | 1993년 2월 25일 지정                                                                  |      |
| 21호    |      | 봉화초고장 (奉化草藁匠)             | 경북 봉화군 물야면 오전리 255                               |                         | 1994년 6월 3일 지정 1997년 7월 31일 해제, 지정 해제 사유-모름                         |      |
| 22호    |      | 봉화유기장 (奉化鍮器匠)             | 경북 봉화군 봉화읍 삼계리 286                               |                         | 1994년 9월 29일 지정                                                                  |      |
| 22-10호 |      | 봉화 유기장 (奉化 鍮器匠)           | 경북 봉화군 봉화읍 삼계리 257                               |                         | 1994년 9월 29일 지정                                                                  |      |
| 23호    |      | 청송한지장 (靑松韓紙匠)             | 경북 청송군 파천면 송강리 281-1                             |                         | 1995년 6월 30일 지정                                                                  |      |
| 23-2호  |      | 문경 한지장 (聞慶 韓紙匠)           | 경북 문경시 농암면 내서리 122                               |                         | 2005년 7월 28일 지정                                                                  |      |
| 24호    |      | 청도삼베짜기 (淸道삼베짜기)         | 경북 청도군 운문면 정상리 628                               |                         | 1995년 6월 30일 지정                                                                  |      |
| 25호    |      | 청송옹기장 (靑松甕器匠)             | 경북 청송군 진보변 진안리 351                               |                         | 1997년 3월 21일 지정                                                                  |      |
| 25-3호  |      | 상주 옹기장 (尙州 壅器匠)           | 경북 상주시 이안면 흑암리 29                                |                         | 2007년 1월 8일 지정                                                                   |      |
| 26호    |      | 청송추현상두소리 (靑松楸峴상두소리) | 경북 청송군 진보면 추현리 77                                |                         | 1997년 3월 17일 지정                                                                  |      |
| 27호    |      | 구미발갱이들소리 (구미발갱이들소리) | 경북 구미시 고아읍 문성리 810                               |                         | 1999년 4월 15일 지정                                                                  |      |
| 28호    |      | 가곡 (歌曲)                         | 경북 경주시 황성동 1053-48                                  |                         | 2003년 2월 2일 지정                                                                   |      |
| 29호    |      | 영덕옹기장 (盈德甕器匠)             | 경북 영덕군 지품면 오천리 316-2                             |                         | 2003년 12월 15일 지정                                                                 |      |
| 31호    |      | 자인계정들소리 (慈仁桂亭들소리)     | 경북 경산시 자인면 서부리 3-2                               |                         | 2005년 7월 28일 지정                                                                  |      |
| 32-1호  |      | 사기장흑유자기 (沙器匠-黑釉磁器)    | 경북 문경시                                                 |                         | 2006년 10월 26일 지정                                                                 |      |
| 32-2호  |      | 사기장-흑유자기,백자                | 경북 문경시                                                 |                         | 2006년 10월 26일 지정                                                                 |      |
| 32-3호  |      | 사기장-백자장 (沙器匠-白磁匠)       | 경북 고령군 운수면 운용로 501                               | 백영규                  | 2009년 11월 5일 지정                                                                  |      |
| 33호    |      | 자수장 (刺繡匠)                     | 경북 문경시                                                 |                         | 2006년 10월 26일 지정                                                                 |      |
| 34호    |      | 판소리흥보가                        | 경북 경주시                                                 |                         | 2007년 1월 8일 지정                                                                   |      |
| 35호    |      | 경주 먹장 (慶州 墨匠)               | 경북 경주시 건천읍 송선1리 334                              | 유병조                  | 2009년 11월 5일 지정                                                                  |      |
| 36호    |      | 영덕 월월이청청                     | 경북 영덕군 영덕읍 노물리 6-4, 경북 영덕군 영덕읍 노물리 59 | 이봉두, 하복란          | 2009년 11월 5일 지정                                                                  |      |
| 37호    |      | 대목장                              | 경북 경산시 자인면                                          | 김범식                  | 2015년 2월 2일 지정                                                                   |      |
| 38호    |      | 청도 도주줄당기기                   | 경북 청도군 화양읍 서상리, 동상리 일원                      | 도주줄당기기 전승보존회 | 2016년 3월 7일 지정                                                                   |      |
| 39호    |      | 불화장 (佛畵匠)                     | 경북 문경시 문경읍                                          | 김종섭                  | 2016년 5월 9일 지정                                                                   | ,    |
| 40호    |      | 구미 무을농악                       | 경북 구미시 무을면                                          | 무을풍물보존회          | 2017년 1월 5일 지정                                                                   | ,    |
| 41호    |      | 경산 보인농악                       | 경북 경산시 진량읍                                          | 보인농악보존회          | 2017년 1월 5일 지정                                                                   | ,    |
| 42호    |      | 예천청단놀음                        | 경북 예천군 예천읍                                          | 김범식                  | 2015년 2월 2일 지정                                                                   |      |
| 43호    |      | 경주 와장                           | 경북 경주시 안강읍                                          | 정문길                  | 2018년 1월 22일 지정                                                                  |      |
| 44호    |      | 포항 궁시장                         | 경북 포항 북구 항도길                                       | 김병욱                  | 2018년 10월 18일 지정                                                                 |      |
| 45호    |      | 영천 목조각장                       | 경북 영천시 청통면                                          | 조병현                  | 2018년 10월 18일 지정                                                                 |      |
| 46호    |      | 문경 모전들소리                     | 경북 문경시 모전동                                          | 모전들소리보존회        | 2020년 4월 9일 지정                                                                   |      |

## 참고 자료
- 경북도보